# هانس برادتكه
هانس برادتكه (بالألمانية: Hans Bradtke)‏ (و. 1920 – 1997 م) هو مؤلف ألماني، ولد في برلين، توفي في برلين، عن عمر يناهز 77 عاماً.

## جوائز
حصل على جوائز منها:
- جائزة المنافسة العامة  [لغات أخرى]‏ (1946)
- قائد الفنون والآداب

## وصلات خارجية
- هانس برادتكه على موقع IMDb (الإنجليزية)
- هانس برادتكه على موقع ميوزك برينز (الإنجليزية)
- هانس برادتكه على موقع قاعدة بيانات برودواي على الإنترنت (الإنجليزية)
- هانس برادتكه على موقع ديسكوغز (الإنجليزية)

- هانس برادتكه في قاعدة بيانات الأفلام على الإنترنت